# Chili (mélange d'épices)

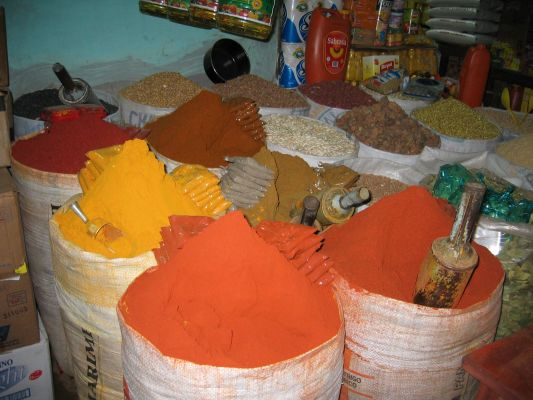
Poudres de chili dans un marché de Bolivie.

Le chili est un mélange d'épices utilisé entre autres dans la cuisine tex-mex. Il se présente sous forme de poudre fine de couleur rouge-brun foncé.

## Ingrédients
L'élément principal qui donne son nom au mélange est le piment serrano (chile serrano). Le cumin, l'origan et l'ail sont également des éléments essentiels. 
Dans la composition de la poudre de chili entrent les ingrédients suivants (par quantité décroissante) :
1. piment fort ;
2. paprika ;
3. ail ;
4. cumin ;
5. origan ;
6. girofle.

On peut aussi y trouver de la coriandre, du carvi voire du sésame.